# Посёлок подсобного хозяйства МК КПСС
Посёлок подсобного хозяйства МК КПСС — посёлок сельского типа в составе сельского поселения Захаровское Одинцовского района Московской области. Население — 232 чел. (2010). До 2006 года посёлок входил в состав Введенского сельского округа.
Посёлок расположен на западе района, в 4 км южнее Звенигорода, на левом берегу малой реки Нахавни, высота центра над уровнем моря 179 м.

## Население
| 2002 | 2006 | 2010 |
| ---- | ---- | ---- |
| 247  | →247 | ↘232 |